# 외부자기동형군
군론에서 외부자기동형군(外部自己準同型群, 영어: outer automorphism group)은 내부자기동형사상이 아닌 자기동형사상들로 이루어진 군이다. 그 원소를 외부자기동형사상(外部自己準同型寫像, 영어: outer automorphism)이라고 한다.

## 정의
{\displaystyle G}가 군이라고 하자. 그렇다면 모든 자기동형사상들의 군 {\displaystyle \operatorname {Aut} (G)}를 생각할 수 있다. 모든 {\displaystyle g\in G}에 대하여,
{\displaystyle \phi _{g}\in \operatorname {Aut} (G)}
{\displaystyle \phi _{g}\colon h\mapsto ghg^{-1}}
를 생각할 수 있다. 이러한 꼴의 자기동형사상을 내부자기동형사상이라고 한다. 이들은 {\displaystyle \operatorname {Aut} (G)}의 부분군인 내부자기동형군 {\displaystyle \operatorname {Inn} (G)\leq \operatorname {Aut} (G)}를 이루며, 이는
{\displaystyle \operatorname {Inn} (G)=G/\operatorname {Z} (G)}
에 의하여 주어진다. 여기서 {\displaystyle \operatorname {Z} (G)}는 {\displaystyle G}의 중심이다.
{\displaystyle \operatorname {Inn} (G)}는 {\displaystyle \operatorname {Aut} (G)}의 정규 부분군을 이룬다. 그 몫군
{\displaystyle \operatorname {Out} (G)=\operatorname {Aut} (G)/\operatorname {Inn} (G)}
을 외부자기동형군이라고 하며, 그 원소를 외부자기동형사상이라고 한다.

## 같이 보기
- 사상류군